# Rebecca Twigg
Rebecca Twigg   (Seattle, 26 de març de 1963) és una ciclista nord-americana que va combinar el ciclisme en ruta i la pista on era especialista en Persecució.
En ruta, el seu major èxit fou la medalla d'argent als Jocs Olímpics de Los Angeles en la modalitat de ruta.
En pista, també va aconseguir una medalla olímpica. En aquest cas a la prova de Persecució dels Jocs de Barcelona. També va obtenir sis Campionats de món en aquesta mateixa especialitat, i setze campionats nacionals.

## Palmarès en ruta
- 1982
  -  Campiona dels Estats Units en contrarellotge
- 1983
  -  Campiona dels Estats Units en ruta
  - 1a al Coors Classic
- 1984
  -  Medalla d'argent als Jocs Olímpics de Los Angeles en Ruta
  - 1a a la Women's Challenge
  - Vencedora de 2 etapes a la Volta a Texas
- 1985
  - 1a a la Women's Challenge
  - Vencedora d'una etapa a la Volta a Texas
- 1986
  - 1a a la Women's Challenge i vencedora de 4 etapes
  - 1a a la Volta a Texas i vencedora d'una etapa
- 1987
  - Campiona en cursa dels Jocs Panamericans
  - Vencedora d'una etapa al Coors Classic
  - Vencedora d'una etapa a la Women's Challenge
- 1993
  -  Campiona dels Estats Units en contrarellotge
  -  Campiona dels Estats Units en critèrium
  - Vencedora de 2 etapes a la Women's Challenge
  - 1a a la Longsjo Classic i vencedora d'una etapa
  - Vencedora de 2 etapes a la Killington Stage Race
- 1994
  -  Campiona dels Estats Units en contrarellotge
  - Vencedora d'una etapa al Tour de Toona
- 1997
  - Vencedora d'una etapa al Tour de Toona

## Palmarès en pista
- 1982
  -  Campiona del món en persecució individual
- 1984
  -  Campiona del món en persecució individual
- 1985
  -  Campiona del món en persecució individual
- 1987
  -  Campiona del món en persecució individual
  - Campiona en persecució dels Jocs Panamericans
- 1992
  -  Medalla de bronze als Jocs Olímpics de Barcelona en Persecució individual
- 1993
  -  Campiona del món en persecució individual
- 1995
  -  Campiona del món en persecució individual